# Fox Entertainment Group
Fox Entertainment Group là một công ty giải trí của Mỹ chuyên về phim ảnh thuộc sở hữu của 21st Century Fox. Sau khi Disney mua lại 21st Century Fox, tài sản của tập đoàn đã được chuyển lại thành nhiều đơn vị Disney khác nhau. Các hãng phim 20th Century Fox, Fox Searchlight Pictures và Blue Sky Studios đã được chuyển đến Walt Disney Studios, trong khi Fox Star Studios chuyển sang Walt Disney Direct-to-Consumer & International.
Chủ sở hữu cũ của nó, 21st Century Fox, trước đây được gọi là News Corporation, đã mua lại tất cả cổ phiếu của Fox Entertainment Group vào năm 2005. Năm 2013, News Corporation được đổi tên thành 21st Century Fox và các tài sản xuất bản của nó đã được chuyển sang News Corp mới thành lập như một phần của việc tái tổ chức công ty.
Công ty được đặt theo tên của William Fox, sinh ra Vilmos Fried Fuchs, người đã tạo ra Tập đoàn phim 20th Century Fox ban đầu.

## Lịch sử
Fox Entertainment Group được thành lập vào những năm 1980 sau khi hãng phim độc lập mang tên Metromedia do hãng phim 20th Century Fox mua lại, vào thời điểm đó thuộc sở hữu của ông trùm truyền thông người Mỹ gốc Úc Rupert Murdoch và tỷ phú Denver Marvin Davis. Các đài này sau đó sẽ trở thành nền tảng của mạng lưới truyền hình Fox (ra mắt vào tháng 10 năm 1986), trở thành nền tảng của công ty (được đặt theo tên của mạng truyền hình). Không lâu sau khi thỏa thuận Metromedia được thực hiện, Murdoch đã mua cổ phần của Davis và News Corp nắm quyền kiểm soát hoàn toàn hãng phim, sau đó được đặt trong Fox Entertainment Group.
Năm 1995, Saban đã liên doanh với mạng lưới truyền hình của trẻ em Fox để thành lập Fox Kids Worldwide, được biết đến với mười loạt Power Rangers đầu tiên. Năm 1997, nó được đổi tên thành Fox Family Worldwide. Vào ngày 23 tháng 7 năm 2001, Fox Family Worldwide (nay là ABC Family Worldwide Inc.) được bán cho Disney từ News Corporation và doanh nhân Haim Saban. Vào ngày 24 tháng 10 năm 2001, thương vụ đã hoàn tất.
Sau khi Disney hoàn tất việc mua lại tài sản của Thế kỷ 21 vào ngày 20 tháng 3 năm 2019, tài sản của Fox Entertainment Group đã trở thành tài sản của Disney và hiện được tái tổ chức dưới các đơn vị khác của Disney.